# Несісті-Петубастіс
Несісті-Петубастіс (*бл. 310 до н. е. — 250 до н. е.) — релігійний діяч часів династії Птолемеїв, верховний жрець Птаха у Мемфісі за володарювання царя Птолемея II.

## Життєпис
Походив з жрецького роду. Син Аменгора I, верховного жерця Птаха. Народився близько 310 року до н. е. Після смерті батька у 263 або 262 році до н. е. За його каденції остаточно було відновлення вплив мемфіського жрецтва в Єгипті. Завдяки Несісті-Петубастісу Птолемеї отримали підтримку серед місцевого населення, насамперед Нижнього Єгипту. Верховний жрець Птаха сприяв налагодженню родинних та інших стосунків між македоно-грецькою знаттю та місцевими аристократами. Натомість отримав від Птолемея II численні привілеї.
Водночас Несісті-Петубастіс став жрецем Філотери та Арсіної Філадельфи, сестер царя Єгипту. В результаті розпочато синкретизму у віруванні еллінистичного єгипетеського царства. Помер близько 250 року до н. е. Його посади успадкував один з синів — Петубастіс I. Цим остаточно затверджено нову династію верховних жерців Птаха.